# Premis Butaca de 1997
Els Premis Butaca de 1997, varen ser la tercera edició dels oficialment anomenats Premis Butaca de teatre i cinema de Catalunya, uns guardons teatrals i cinematogràfics catalans, creats l'any 1995 per Glòria Cid i Toni Martín, conductors d'un programa a la ràdio de Premià de Mar, en reconeixement de les obres de teatre i pel·lícules estrenades a Catalunya. Els premis són atorgats per votació popular.
En aquesta edició, s'atorgaren els següents premis extraordinaris:
- Premi Butaca especial a la qualitat i el saber fer
- Premi Butaca especial - Primer Festival de Teatre Amateur
- Butaca d'Honor

## Palmarès[1]
- Millor muntatge teatral: Àngels a Amèrica (Teatre Nacional de Catalunya)

- Millor musical: Jo, tu, ella... i Webber... i Schönberg (El Musical Més Petit)

- Millor direcció teatral: Sergi Belbel, L'avar

- Millor actriu de teatre: Carme Sansa, Company

- Millor actor de teatre: Lluís Soler, L'avar

- Millor pel·lícula catalana: Actrius, de Ventura Pons.

- Millor pel·lícula d'autor: Everyone Says I Love You, de Woody Allen.

- Millor actriu catalana de cinema: Núria Espert, Anna Lizaran, Mercè Pons i Rosa Maria Sardà, Actrius.

- Millor actor català de cinema: Jordi Mollà, La buena estrella.

- Millor mitjà de difusió del teatre: La ràdio a escena (Albert de la Torre), Revista Escena i El Terrat.

- Millor mitjà de difusió del cinema: Maruja Torres, Revista Cinemanía.

- Butaca especial a la qualitat i el saber fer: Festival Grec (Xavier Albertí)

- Butaca especial - Primer Festival de Teatre Amateur: Estrips (Cia. Senseoficinibenefici)

- Butaca d'Honor: Ángel Pavlovsky